# 25108 Boström
25108 Boström è un asteroide della fascia principale. Scoperto nel 1998, presenta un'orbita caratterizzata da un semiasse maggiore pari a 2,6340565 UA e da un'eccentricità di 0,1649351, inclinata di 7,34105° rispetto all'eclittica.